# Aviatik
Automobil und Aviatik AG va ser una empresa fabricant d'aeronaus alemanya durant la Primera Guerra Mundial. L'empresa es va establir a Mülhausen (avui França) l'any 1909 i aviat va esdevenir un dels principals productors d'aeronaus del país. Es va reubicar a Freiburg el 1914 i a Leipzig el 1916 i va establir una filial a Viena amb el nom de Österreichisch-Ungarische Flugzeugfabrik Aviatik. Durant la guerra, l'empresa va ser coneguda per els seus avions de reconeixement, el B.I i el B.II, tot i que la filial Austro-hongaresa també produïa alguns dissenys propis, com el D.I.

## Història
L'empresa va ser fundada el mes de desembre de 1909 per Georges Chatel. i va començar construint sota llicència els models de les empreses franceses Hanriot i Farman. A partir de 1912 va començar a construir els seus propis models reeixits de biplans, dissenyats per Robert Wild.
A l'inicis de la Primera Guerra Mundial, l'1 d'agost de 1914 l'empresa va ser reubicada a Freiburg a causa de l'amenaça francesa, i després a noves instal·lacions a Leipzig-Heiterblick l'any 1916. L'empresa no va continuar després del Tractat de Versailles de 1919.

## Aeronaus

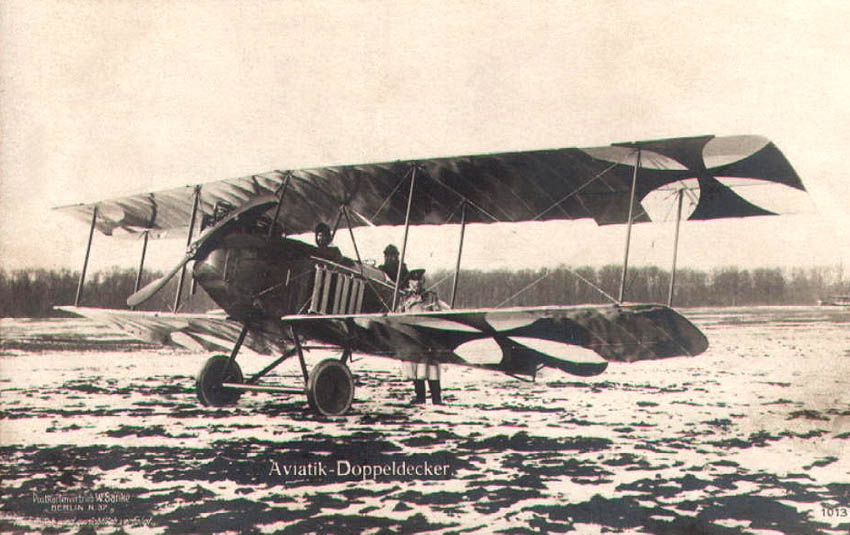
Aviatik B.I

- Aviatik B.I
- Aviatik B.II
- Aviatik B.III
- Aviatik C.I
- Aviatik C.II
- Aviatik C.III
- Aviatik C.V
- Aviatik (Ö) C.I
- Aviatik (Berg) D.I
- Aviatik (Berg) D.II
- Aviatik D.III
- Aviatik D.VII